# Грин, Ховард
Ховард Грин (Howard Green; 10 сентября 1925 г., Торонто, Канада — 31 октября 2015 г., Уэствуд, Массачусетс) — американский учёный-медик, пионер в области регенерации кожи. Эмерит-профессор Гарвардского университета, член Национальной АН США (1978) и иностранный член Французской АН (1995).

## Биография
Учился в Торонтском университете, в школу медицины которого поступил, и в нём же в 1947 году получил докторскую степень по медицине. Прошёл интернатуру в чикагской больнице. Отслужил в армии США как капитан. В 1956 году поступил на работу в медицинскую школу Нью-Йоркского университета, где оставался до 1970 года и достиг должностей профессора и заведующего кафедрой клеточной биологии. С 1970 по 1980 год профессор клеточной биологии в Массачусетском технологическом институте.
35 лет отдал Гарвардской медицинской школе как именной профессор (George Higginson Professor), эмерит с 2013 года, с 1980 по 1993 год возглавлял её кафедру клеточной и молекулярной физиологии, затем профессор кафедры клеточной биологии.
С 1999 по 2007 год президент научного совета Института Кюри в Париже.
Основатель BioSurface Technology, приобретенной в 1994 году Genzyme. После его смерти осталась жена.
Член Американской академии искусств и наук (1972).

## Награды
- Selman A. Waksman Award in Microbiology[англ.] НАН США (1978)
- Премия Розенстила, Университет Брандайса (1979)
- Passano Award[нем.] одноименного фонда (1985)
- Blaise-Pascal-Medaille[нем.] Европейской АН (2007)
- Warren Alpert Foundation Prize[англ.] (2010)
- March of Dimes Prize in Developmental Biology (2012, совместно с Элейн Фукс)

Почётный доктор Коннектикутского университета, Университета штата Нью-Йорк в Стоуни-Брук, Университета штата Луизиана, а также шведского Гётеборгского университета.
Кавалер ордена Почётного легиона.